# Джурджица
Джурджица (рум. Giurgița) — село у повіті Долж в Румунії. Входить до складу комуни Джурджица.
Село розташоване на відстані 201 км на захід від Бухареста, 36 км на південний захід від Крайови.

## Населення
За даними перепису населення 2002 року у селі проживали 2525 осіб.
Національний склад населення села:
| Національність | Кількість осіб | Відсоток |
| -------------- | -------------- | -------- |
| румуни         | 2352           | 93,1%    |
| цигани         | 172            | 6,8%     |

Рідною мовою назвали:
| Мова      | Кількість осіб | Відсоток |
| --------- | -------------- | -------- |
| румунська | 2407           | 95,3%    |
| циганська | 117            | 4,6%     |